# Psychotria hoffmannseggiana
Psychotria hoffmannseggiana är en måreväxtart som först beskrevs av Carl Ludwig von Willdenow och Schult., och fick sitt nu gällande namn av Johannes Müller Argoviensis. Psychotria hoffmannseggiana ingår i släktet Psychotria och familjen måreväxter. Inga underarter finns listade i Catalogue of Life.